# Kumba gymnorhynchus
Kumba gymnorhynchus är en fiskart som beskrevs av Akitoshi Iwamoto och Sazonov, 1994. Kumba gymnorhynchus ingår i släktet Kumba och familjen skolästfiskar. Inga underarter finns listade i Catalogue of Life.